# Liste des villes en Pennsylvanie
Le Pennsylvanie est un Commonwealth des États-Unis dont la population compte près de 12,3 millions d’habitants. La capitale est la ville de Harrisburg et la métropole celle de Philadelphie. Les localités citées ci-dessous sont considérées comme des villes au sens unité urbaine.
- Haut – A
- B
- C
- D
- E
- F
- G
- H
- I
- J
- K
- L
- M
- N
- O
- P
- Q
- R
- S
- T
- U
- V
- W
- X
- Y
- Z

## A
- Aliquippa
- Allentown
- Altoona
- Arnold

## B
- Beaver Falls
- Bethlehem
- Bethel Park
- Bloomsburg
- Bradford
- Butler

## C
- Carbondale
- Chester
- Clairton
- Coatesville
- Connellsville
- Corry

## D
- DuBois
- Duquesne

## E
- Easton
- Ellwood City
- Érié

## F
- Farrell
- Franklin (comté de Venango)

## G
- Greensburg

## H
- Harrisburg
- Hazleton
- Hermitage

## J
- Jeannette
- Johnstown

## L
- Lancaster
- Latrobe
- Lebanon
- Lock Haven
- Lower Burrell

## M
- McKeesport
- Meadville
- Monessen
- Monongahela

## N
- Nanticoke
- New Castle
- New Kensington

## O
- Oil City

## P
- Parker
- Philadelphie
- Pittsburgh
- Pittston
- Pottsville

## R
- Reading

## S
- Saint Marys
- Scranton
- Shamokin
- Sharon
- Sunbury

## T
- Titusville

## U
- Uniontown

## W
- Warren
- Washington
- Wilkes-Barre
- Williamsport
- Wissahickon

## Y
- York

- Haut – A
- B
- C
- D
- E
- F
- G
- H
- I
- J
- K
- L
- M
- N
- O
- P
- Q
- R
- S
- T
- U
- V
- W
- X
- Y
- Z